# Мірісватте (Грама Ніладхарі)
Грама Ніладхарі Мірісватте (№ 138A) — Грама Ніладхарі підрозділу ОС Падіяталава, округ Ампара, Східна провінція, Шрі-Ланка.

## Демографія
| Населення (2007) | Населення (2007) | Населення (2007) | Населення (2007) | Населення (2007) |
| Населення        | Чоловіки         | Жінки            | Діти             | Дорослі          |
| ---------------- | ---------------- | ---------------- | ---------------- | ---------------- |
| 815              | 397              | 418              | 295              | 520              |